# ドイツ保守党
ドイツ保守党（ドイツほしゅとう、ドイツ語: Deutschkonservative Partei、略称：DKP）は、帝政期のドイツの保守政党。1876年に、プロイセンの保守党を中心にして結党された。
ユンカーなど地主を中心に支持され、とりわけプロイセンにおいて大きな影響力を保持し続けたが、第一次世界大戦後の1918年には自由保守党 (FKP) などと合併してドイツ国家人民党 (DNVP) に改組された。

## 党史

### ビスマルク時代

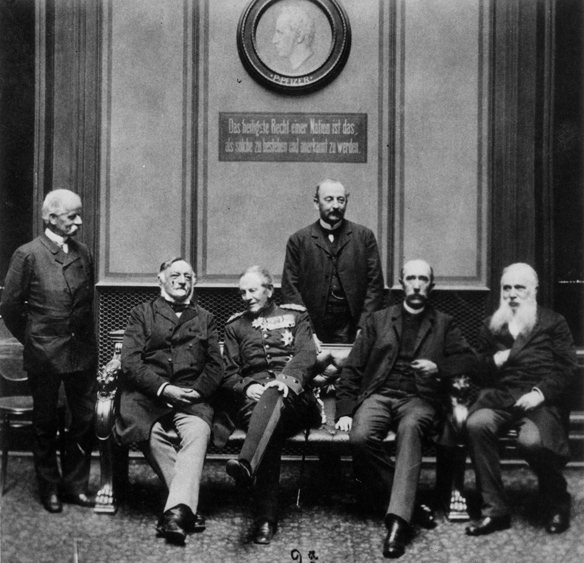
1889年のドイツ保守党の帝国議会議員たち（左からルドルフ・ヴィヒマン、オットー・フォン・ザイデヴィッツ、ヘルムート・フォン・モルトケ伯爵、コンラート・フォン・クライスト＝シュメンツィン伯爵、オットー・フォン・ヘルドルフ、カール・アッカーマン）

プロイセン王国の保守党を前身とする。同党は主としてエルベ川以東の大地主貴族ユンカーを支持基盤としたが、工業化の進展に伴う農業の地位低下で大きな打撃をこうむったうえ、プロイセン宰相オットー・フォン・ビスマルクによるドイツ統一事業を「上からの革命」として拒否する立場を取っていたため、1871年のドイツ帝国建設直後の頃には影響力を低下させていた。しかし1871年以降も同党はプロイセンにおいて権力に通じるポストを多数保持し続けたし、またヴィルヘルム1世は「ドイツ皇帝」になったといっても依然プロイセン国王にして大元帥にして福音派国教会最高教父でもあるため、彼らはヴィルヘルム1世に絶対的忠誠を誓い続けていた。
1870年代半ばになるとプロイセンの保守党内にもビスマルクや「ドイツ」に対する後ろ向きな態度から脱却しようという機運が生まれた。折しも1873年以降の不況の影響で保護貿易論が高まっており、ビスマルクも1875年終わり頃からこれまでの自由主義的態度を弱めて保守化し、保護貿易主義へ舵を切り始めていた時期だった。そのためビスマルクの支援を受けて1876年7月に「ドイツ保守党」が創設される運びとなった。その名の通りプロイセンの保守党だけではなく、ドイツの保守諸勢力が結集する形での創設となった。
創設に際してドイツ保守党は綱領を制定し、東エルベ地域重視、君主制維持、宗派別宗教教育の強化、経済の無制限の自由への反対、ドイツ社会主義労働者党(SAPD)に断固たる闘争を挑むこと等が盛り込まれた。
1879年から1880年にかけて国民自由党(NLP)は、ビスマルク支持の保護貿易派とビスマルク反対派の自由貿易派に分裂し、後者は党を去ることになった。以降ドイツ保守党とドイツ帝国党(プロイセンでの党名は自由保守党)(DRP,FKP)と国民自由党はビスマルクの与党的勢力を構成するようになった。
帝国議会議員選挙は小選挙区制で過半数を獲得した候補がいない時は上位者2名による決選投票が行われる選挙制度になっていたため、決選投票に備えて選挙協力が必要だった。ビスマルクは1887年に保守党、帝国党、国民自由党に「三党のうち前回選挙で勝利した政党がある選挙区は、その党の候補者をその他の二党が支援し、それ以外の選挙区では統一候補を擁立する」という協定を結ばせた。そのためこの3党は「カルテル」と呼ばれるようになった。

### ヴィルヘルム2世親政時代
1890年のビスマルクの失脚後、ヴィルヘルム2世による皇帝親政が始まり、新帝国宰相レオ・フォン・カプリヴィの指導の下、「新航路」と呼ばれた自由貿易主義的な政策が開始され、1891年から1892年にかけて各国との通商条約が締結されて農業関税が引き下げられた。これはユンカーや地主たちの利益を損なうものであり、保守党は強く反発した。
保守党はこの新しい情勢に対応すべく、1892年にベルリンのティヴォリ・ホールで開催した党大会においてティヴォリ綱領（Tivoli-Programm）を制定した。その中で穀物価格の維持や農民や手工業者など中間身分の利益擁護を強調した。またこれまでの反自由主義、反社会主義の立場に加え、反ユダヤ主義の立場も鮮明にするようになった。これは工業化の波で経済的な困窮を深めていた農村で高まる反ユダヤ主義感情に呼応した物だった。この綱領は1918年の解党まで維持されることになった。
さらに1893年2月18日には地主だけではなく中小農民にも支持地盤を広げることを目的として、党の外郭団体農業者同盟を結成した。この団体は大地主の利益を優先的に追求しながら、大地主と中小農民の錯綜する利益を「農業利益」と称して、その擁護者であることを喧伝することによって中小農民を組織することに成功した。また中間層にも支持を広げるべく戦闘的な反ユダヤ主義イデオロギーを採用した。その結果1900年までに23万人の同盟員を数え、親政期の最大の大衆組織へと成長した。この団体を通じて保守党は大衆的地盤を獲得し、「プロイセン貴族党」から「農業利益党」へ変貌した。ただし保守党内にはその変化に対する反発も根強く、伝統的な保守勢力と急進的な農業利益派の対立が生じるようになった。
1894年のカプリヴィ失脚とともに「新航路」が終わると保守党は再び親政府的な勢力となり、ドイツ社会民主党(SPD)弾圧を要求してクロートヴィヒ・ツー・ホーエンローエ＝シリングスフュルスト宰相(在職1894年-1900年)を支えた。ベルンハルト・フォン・ビューロー宰相(在職1900年-1909年)の下では、カルテル3党は、政府の対外政策を支持するようになった自由主義左派三派（自由思想家連合、自由思想家人民党、ドイツ人民党）と「ビューロー＝ブロック」と呼ばれる大連合を結んだ。しかし財政改革案を巡って両保守党(保守党・帝国党)と自由主義勢力は決裂し、テオバルト・フォン・ベートマン・ホルヴェーク宰相(在職1909年-1917年)の下では両保守党と中央党による「黒青ブロック」が政府を支えることになった。
しかし総じていえば、親政期を通じて帝国議会における保守党の党勢は衰退し、保守党は他の政党から孤立するようになった。帝国政府が必ずしも保守党の意に沿わない政策を取らざるをえなくなった時には保守党が厳しい政府批判を行うという局面も見られるようになった。帝国議会における保守党の比重の低下は、保守党をプロイセン地域政党化させ、その役割はプロイセン政治からの帝国政治に厳しい牽制を送るという意味合いが強くなっていった。
三級選挙制度という制限選挙の下にあったプロイセン衆議院においては、保守党は、1879年以降一貫して第一党であり続け、自由保守党や国民自由党と合わせて過半数を維持し続けた。また保守党はプロイセン政府や官僚機構と緊密な人的関係を維持していたのでプロイセンの支配的勢力と言っても過言ではなかった。邦国代表から成る上院連邦参議院においては最大の大邦プロイセンが絶大な影響力を持っており、帝国宰相もプロイセン宰相を兼務するのが通常だったのでプロイセンを抑えている保守党の権力は帝国議会における議席以上に巨大だったといえる。

### 第一次世界大戦と戦後
1914年に開戦した第一次世界大戦で保守党を筆頭とする右派政党は戦争目的論争において「勝利の平和」を唱道した。これはドイツが戦勝の結果を確保して占領地を併合することによって平和を達成するという議論である。これに対して社民党は領土併合に反対し、敵国民との和解をもって平和を達成する「和解の平和」を対置させた。
ドイツ革命後の1918年12月4日、保守党、自由保守党、国民自由党右派等が結集してドイツ国家人民党(DNVP)が結成された。

## 選挙結果

### 帝国議会
| 選挙日         | 得票        | 得票率 | 得票順位 | 獲得議席（総議席） | 議席順位 |
| -------------- | ----------- | ------ | -------- | ------------------ | -------- |
| 1877年1月10日  | 526,000票   | 9.7%   | 第3党    | 40議席（397議席）  | 第3党    |
| 1878年7月30日  | 749,500票   | 13.0%  | 第4党    | 59議席（397議席）  | 第3党    |
| 1881年10月27日 | 830,800票   | 16.3%  | 第2党    | 50議席（397議席）  | 第3党    |
| 1884年10月28日 | 861,100票   | 15.2%  | 第4党    | 78議席（397議席）  | 第2党    |
| 1887年2月21日  | 1,147,200票 | 15.2%  | 第3党    | 80議席（397議席）  | 第3党    |
| 1890年2月20日  | 895,100票   | 12.4%  | 第5党    | 73議席（397議席）  | 第2党    |
| 1893年6月15日  | 1,038,300票 | 13.5%  | 第3党    | 72議席（397議席）  | 第2党    |
| 1898年6月16日  | 859,200票   | 11.1%  | 第4党    | 56議席（397議席）  | 第2党    |
| 1903年6月16日  | 948,500票   | 10.0%  | 第4党    | 54議席（397議席）  | 第3党    |
| 1907年1月25日  | 1,060,200票 | 9.4%   | 第4党    | 60議席（397議席）  | 第2党    |
| 1912年1月12日  | 1,126,300票 | 9.2%   | 第5党    | 43議席（397議席）  | 第4党    |

### プロイセン衆議院
| 選挙年次 | 獲得議席（総議席） | 議席順位 |
| -------- | ------------------ | -------- |
| 1876年   | 41議席（433議席）  | 第4党    |
| 1879年   | 110議席（433議席） | 第1党    |
| 1882年   | 122議席（433議席） | 第1党    |
| 1885年   | 133議席（433議席） | 第1党    |
| 1888年   | 129議席（433議席） | 第1党    |
| 1893年   | 144議席（433議席） | 第1党    |
| 1898年   | 145議席（433議席） | 第1党    |
| 1903年   | 143議席（433議席） | 第1党    |
| 1908年   | 152議席（443議席） | 第1党    |
| 1913年   | 148議席（443議席） | 第1党    |
| 1918年   | 147議席（437議席） | 第1党    |
| 出典:    |                    |          |

## 党首
党首である議長（Vorsitzender）は以下の通り。
- 1876年-1892年、オットー・フォン・ヘルドルフ（ドイツ語版）
- 1892年-1895年、フリードリヒ・グラーフ（伯爵）・ツー・リンブルク＝ シュティルム（ドイツ語版）
- 1895年-1911年、オットー・フライヘル（男爵）・フォン・マントイフェル（ドイツ語版）
- 1914年-1918年、エルンスト・フォン・ハイデブラント・ウント・デア・ラサ（ドイツ語版）